# Un coup d'aile
Un coup d'aile est une nouvelle de Vladimir Nabokov écrite en russe en octobre 1923, dactylographiée par Vera Slonim et publiée dans L'Écho russe, une revue russe de Berlin en janvier 1924. La nouvelle fait partie du recueil La Vénitienne et autres nouvelles. Dmitri Nabokov a traduit la nouvelle en anglais, d'abord sous le titre Wingbeat, puis sous le titre Wingstroke en 1992. Dans son introduction, Dmitri Nabokov avance que l'écrivain semble avoir envoyé en décembre 1924 à sa mère, qui résidait à Prague à l'époque, une suite - publiée - de la nouvelle, suite qui n'a jamais été retrouvée.

## Personnages
Le récit se déroule à Zermatt, dans un hôtel, en pleine saison d'hiver.
- Kern : le personnage principal, un veuf de 35 ans, homme seul, dont la femme s'est suicidée à la strychnine quelques mois auparavant.
- Isabelle, surnommée « Isabelle volante » par son groupe d'amis, à cause de ses capacités de skieuse : une jeune Anglaise. La voisine de chambre de Kern, dont ce dernier tombe amoureux.
- Monfiori : un autre résident de hôtel, homosexuel et esprit peu commun qui ne cite que la Bible. C'est un confident de Kern.

## Résumé
Kern est un touriste solitaire, skieur néophyte. Dans l'hôtel, il a cependant remarqué sa voisine de chambre, Isabelle, une jeune Anglaise qui attire l'attention de tous d'abord par ses prouesses à ski. La jeune femme le prend d'abord pour un compatriote, ce dont Kern doit la détromper. Quoique ayant vécu plusieurs années à Londres, il est apatride. La rencontrant sur les pistes, il tente tant bien que mal de la suivre. Il en résulte surtout des courbatures pour le skieur débutant.
Dans la soirée, il croise Monfiori, faillit faire un billard avec lui, puis renonce, toujours hanté par son épouse décédée : « La première nuit qui avait suivi sa mort volontaire, il était parti en quête d'une femme qui lui avait souri au coin d'une rue brumeuse : il se vengea de Dieu, de l'amour et du destin. »
Ils dansent ensemble  avant qu'un tiers ne vienne inviter la jeune femme. Kern doit alors danser sans plaisir avec l'amie du jeune homme. Quand il reconduit la jeune femme, Isabelle a disparu de la salle. Kern part se coucher. Il est alors saisi par une crise d'angoisse, sans qu'on sache exactement si la scène est rêvée ou réellement vécue. Pendant sa crise, Kern entend sa voisine jouer de la guitare et des jappements d'un chien..

## Critique
Selon le biographe de Nabokov, Brian Boyd, cette nouvelle est beaucoup moins bien réussie que Bruits.

## Éditions
- Vladimir Nabokov (trad. de l'anglais par Maurice et Yvonne Couturier, Bernard Kreise et Laure Troubetzkoy), Nouvelles complètes, Paris, Gallimard, coll. « Quarto », mars 2010, 868 p. (ISBN 978-2-07-012786-3), « Un coup d'aile »

- (en) Vladimir Nabokov (trad. Dmitri Nabokov, préf. Dmitri Nabokov), Collected Stories (Recueil de nouvelles), Londres, Penguin Books, coll. « Modern Classics », 2010 (1re éd. 1965), 800 p. (ISBN 978-0-14-118345-9), « Wingstroke »